# Erisma japura
O japurá (Erisma japura) é uma árvore pertencente à família Vochysiaceae. É uma árvore de grande porte com as sementes da qual se prepara uma massa para temperar o peixe.